# Fédération européenne des agences et des régions pour l'énergie et l'environnement
 (septembre 2012).
Si vous disposez d'ouvrages ou d'articles de référence ou si vous connaissez des sites web de qualité traitant du thème abordé ici, merci de compléter l'article en donnant les références utiles à sa vérifiabilité et en les liant à la section « Notes et références ».
La Fédération européenne des agences et des régions pour l'énergie et l'environnement (FEDARENE) est le réseau européen des agences et des régions qui mettent en œuvre et coordonnent les politiques énergétiques et environnementales de leurs territoires.
Sont membres de la FEDARENE des gouvernements régionaux et provinciaux ainsi que des agences régionales et locales de l’énergie et de l'environnement. La FEDARENE est une association internationale sans but lucratif qui compte désormais soixante-dix régions membres, dans vingt pays de l’Union européenne.

## Historique
La FEDARENE a été fondée en 1990 à l’initiative de régions européennes qui souhaitaient renforcer la dimension locale et régionale dans les politiques énergétiques et environnementales de l’Union européenne.
La FEDARENE : 
- Considère que par la gestion, par les investissements et par la mobilisation des individus, il est possible de rendre un système moins gaspilleur d’énergie et moins pollueur;
- Constate que seule une approche basée sur la proximité des consommateurs, sur la connaissance de leurs besoins, en quantité et en qualité, permet une maîtrise efficace de l’énergie ;
- Reconnaît que la Région constitue un espace économique suffisamment vaste et un niveau administratif suffisamment important pour traiter de développement économique, d’aménagement du territoire et d’environnement;
- Constate que les Régions d’Europe partagent les mêmes problèmes de protection de l’environnement ou de maîtrise de l’énergie mais que la diversité de leurs moyens, de leur situation géographique et de leurs cultures a engendré une multiplicité de solutions;
- Est consciente que l’échange d’expériences entre Régions renforce la cohésion économique, sociale et environnementale de l’Europe.

La Fédération européenne des Agences régionales de l'énergie et de l'environnement a été créée le 6 juin 1990. Les membres souhaitent octroyer à cette Fédération le statut d'association internationale dans le cadre de la loi des dispositions du Titre III de la loi du 27 juin 1921.

## Activités
La Fedarene assure la promotion des activités interrégionales et promeut la création de partenariats entre différentes entités souhaitant participer à des projets européens. Elle aide les régions d'Europe à développer des politiques volontaristes dans les domaines de l'énergie renouvelable et de l'efficacité énergétique. Elle promeut et représente donc la dimension locale et régionale dans les débats européens en matière d'énergie et de l'environnement.

## Projets[2]
Depuis sa création, la Fedarene participe activement à plusieurs projets européens. Parmi eux on retrouve : Energy Efficiency Watch 4  OPENGELA  C-Track 50 . Elle fait partie du consortium « La Convention des maires ». La FEDARENE a également été impliquée dans de multiples sujets tels que : le biogaz, le biométhane, ClimactRegions, Energy Efficient Buildings (Smart-e Buildings), Illuminate, Sustainable Rural Development (SERVE). Les sites de ces projets sont disponibles dans la section liens externes de cette page.
Le projet Climact Régions a également donné naissance à Energee-Watch, le réseau européen des observatoires régionaux de l'énergie et des émissions de gaz à effet de serre. La FEDARENE est responsable de la coordination du réseau et a apporté une contribution précieuse dans sa création.

## Organisation
Le conseil d'administration est composé de seize membres dont un président, un secrétaire général, un trésorier et treize vice-présidents.
Depuis 2017, le conseil d'administration est présidé par Dr. Julije Domac - Directeur de Regea (North West Croatia regional energy agency), avec pour secrétaire général Seamus Hoyne, président de Tipperary Energy Agency.
Les membres du conseil d'administration sont issus des régions et provinces suivantes : Județ d'Alba (RO), Auvergne-Rhône-Alpes (FR), Berlin (DE), Castilla y León (ES), Nord-Ouest de la Croatie (HR), Île-de-France (FR), Finlande centrale (FI), Îles Égéennes (GR), Severn Wye (UK), Ligurie (IT), Podravlje (SI), Sud-est de la Suède (SE), Tipperary (IE), Haute-Autriche (AT), Wallonie (BE).